# STS-112
La STS-112 è una missione spaziale del Programma Space Shuttle.

## Equipaggio
- Comandante: Jeffrey Ashby (3)
- Pilota: Pamela Melroy (2)
- Ingegnere di volo: Sandra Magnus (1)
- Specialista di missione: Piers Sellers (1)
- Specialista di missione: David Wolf (3)
- Specialista di missione: Fëdor Nikolaevič Jurčichin (1)

Tra parentesi il numero di voli spaziali completati da ogni membro dell'equipaggio, inclusa questa missione.

## Parametri della missione
- Massa:
  - Navetta al lancio: 116.538 kg
  - Navetta al rientro: 91.390 kg
  - Carico utile: 12.572 kg
- Perigeo: 273 km
- Apogeo: 405 km
- Inclinazione: 51,6°
- Periodo: 91,3 minuti

### Attracco con l'ISS
- Aggancio all'ISS: 9 ottobre 2002, 15:16:15 UTC
- Sgancio: 16 ottobre 2002, 13:13:30 UTC
- Durata dell'attracco: 6 giorni, 21 ore, 57 minuti e 15 secondi

### Passeggiate spaziali
- Wolf e Sellers  - EVA 1
  - Inizio EVA 1: 10 ottobre 2002 - 15:21 UTC
  - Fine EVA 1: 10 ottobre 2002 - 22:22 UTC
  - Durata: 7 ore ed 1 minuto
- Wolf e Sellers  - EVA 2
  - Inizio EVA 2: 12 ottobre 2002 - 14:31 UTC
  - Fine EVA 2: 12 ottobre 2002 - 20:35 UTC
  - Durata: 6 ore e 4 minuti
- Wolf e Sellers  - EVA 3
  - Inizio EVA 3: 14 ottobre 2002 - 14:08 UTC
  - Fine EVA 3: 14 ottobre 2002 - 20:44 UTC
  - Durata: 6 ore e 36 minuti